# 3 mars 1991
Le dimanche 3 mars 1991 est le 62e jour de l'année 1991.

## Naissances
- Adrien Trebel, joueur de football français
- Andreas Wolff, joueur de hand-ball allemand
- Ayman Fayez, escrimeur égyptien
- Blandine L'Hirondel, coureuse de trail française
- Chiara Lapi, joueuse italienne de volley-ball
- Filippo Lanza, joueur de volley-ball italien
- Iegor Popov, joueur russe de volley-ball
- James Cooke, pentathlonien britannique
- José Luis Moreno Barroso, joueur de football espagnol
- Luke Marshall, joueur de rugby
- Moisés Ribeiro Santos, joueur de football brésilien
- Noa Moon, chanteuse et compositrice belge
- Park Cho-rong, chanteuse sud-coréenne
- Rodney Sneijder, footballeur néerlandais
- Sebastian Wannström, joueur professionnel suédois de hockey sur glace
- Víctor Elías, acteur espagnol

## Décès
- Antoine Tassy (né le 26 mars 1924), footballeur puis entraîneur haïtien
- Arthur Murray (né le 4 avril 1895), professeur de danse et homme d'affaires américain
- Joseph Dey (né le 17 novembre 1907), administrateur du golf américain
- Nikolaï Baglei (né le 25 février 1937), joueur de basket-ball soviétique
- Pierre Rousseau (né le 2 novembre 1903), artiste peintre illustrateur, peintre officiel de l'armée
- Sal Nistico (né le 12 avril 1940), musicien américain
- Werner Fuchss (né le 31 octobre 1903), diplomate et musicographe vaudois

## Événements
- L'Irak accepte la résolution 686 du Conseil de sécurité des Nations unies qui prévoit un cessez-le-feu permanent et la libération de tous les prisonniers de guerre et les civils koweïtiens enlevés, mettant ainsi fin à la guerre du Golfe.
- Début de l'affaire Rodney King aux États-Unis.
- Élection présidentielle santoméenne de 1991
- Fin de la coupe du monde B de combiné nordique 1991
- Référendum sur l'indépendance de l'Estonie
- Fin de l'Open d'Indian Wells 1991
- Vol 585 United Airlines